# 파프리카 (2006년 영화)
《파프리카》(パプリカ)은 2006년에 공개된 일본의 애니메이션 영화이다. 곤 사토시가 감독을 맡았으며, 츠츠이 야스타카의 원작소설을 각색하여 만들어진 영화이다.

## 출연진
- 오오츠카 아키오 - 토시미 코나카와 역
- 에모리 토오루 - 이누이 세이지로 역
- 야마데라 코이치 - 오사나이 모리오 역
- 코오로기 사토미 - 일본인형 역
- 오오타 신이치로 - 리포터 역
- 이와타 미츠오 - 츠무라 시호 역
- 아이카와 리카코 - 카키모토 노부에 역
- 사카구치 다이스케 - 히무로 역
- 호리 카츠노스케 - 시마 토라로 역

## 같이 보기
- 거짓 깨어남
- 자각몽